# The xx
The xx（英文唸法：The "ex""ex"）是一個起於英國倫敦西南旺茲沃思區並於2005年組成的樂團。
團體裡原本的四個成員於 Elliott School 相遇，此學校著名音乐界校友包含 Hot Chip，Burial 以及 Four Tet 。
他們曾經被列為英國音樂雜誌新音樂快遞 The Future 50 list 中的第六名。
樂團的鍵盤手 Baria Qureshi 在錯過幾次計畫中的表演後，於2009年11月11日確認離開樂團，最初報導說她是由於疲累的緣故，但樂隊之後解釋說這是他們因為“個人差異”而做出的決定。 樂團其他成員表示她的地位不會被取代，而會以三人形式繼續前進。

## 專輯 xx
他們的首張洒洒專輯 xx 於2009年8月17日由 Young Turks 唱片公司發行。 雖然樂團時常與 Diplo 及 Kwes. 合作，xx 專輯還是由樂團本身成員製作，由 Jamie Smith 和 Rodaidh McDonald 混音。 他們通常於夜晚在 XL 工作室的裡的一個小房間錄製專輯。 樂團曾與 The Big Pink 及 Micachu 巡迴演出。 他們的單曲 "Crystalised" 曾於2009年8月18日被英國版本的 iTunes 載為本週單曲。 本張專輯也獲得了2010年的水星音樂獎。
他們的歌曲 "Intro" 被用於影集《铁证悬案》（Cold Case）、《疑犯追蹤》（Person of Interest）以及《律政風雲》（Law & Order）的廣告中，而歌曲 "VCR" 曾被用於《别对我撒谎》（Lie to Me）一集中。

## 作品

### 專輯
| 年份 | 專輯                              |
| ---- | --------------------------------- |
| 2009 | xx - 發行日: 2009年8月17日        |
| 2012 | Coexist - 發行日: 2012年9月11日   |
| 2017 | I See You - 发行日：2017年1月13日 |

### 單曲
| 年份 | 曲目                                  | 專輯 |
| ---- | ------------------------------------- | ---- |
| 2009 | "Crystalised" - 發行日: 2009年4月27日 | xx   |
| 2009 | "Basic Space" - 發行日: 2009年8月3日  | xx   |
| 2009 | "Islands" - 發行日: 2009年12月26日    | xx   |
| 2010 | "VCR" - 發行日: 2010年1月24日         | xx   |
| 2016 | On Hold - 發行日: 2016年11月10日      |      |

### 音樂錄影帶
- "Basic Space"
- "Crystalised"
- "VCR"
- "Islands"

### 客串
- Kwesachu Mixtape Vol.1 by Kwes. & Micachu (June 5 2009)

### Demos, covers, and remixes
- "Blood Red Moon" (Sandra D)
- "Hot Like Fire" (Bonus CD)
- "Teardrops" (Bonus CD)
- "Do You Mind" (Bonus CD)
- Florence and the Machine - "You've Got The Love" (The xx Remix)
- "Space Bass" (Jamie xx's Basic Space remix)

## 外部連結
- 官方网站（页面存档备份，存于）
- 对乐团的采访（页面存档备份，存于）
- YouTube频道（页面存档备份，存于）